# Raiffeisen-Volksbank Fürth
Die Raiffeisen-Volksbank Fürth eG war eine Genossenschaftsbank mit Sitz in Fürth in Bayern. Ihr Geschäftsgebiet umfasste die Städte Fürth und Langenzenn sowie die Gemeinden Veitsbronn, Obermichelbach, Puschendorf, Seukendorf, Tuchenbach und die Nürnberger Stadtteile Großgründlach und Neunhof. Durch die Fusion mit der VR-Bank Uffenheim-Neustadt ging die Raiffeisen-Volksbank Fürth eG in der VR meine Bank eG auf.